# 미케네

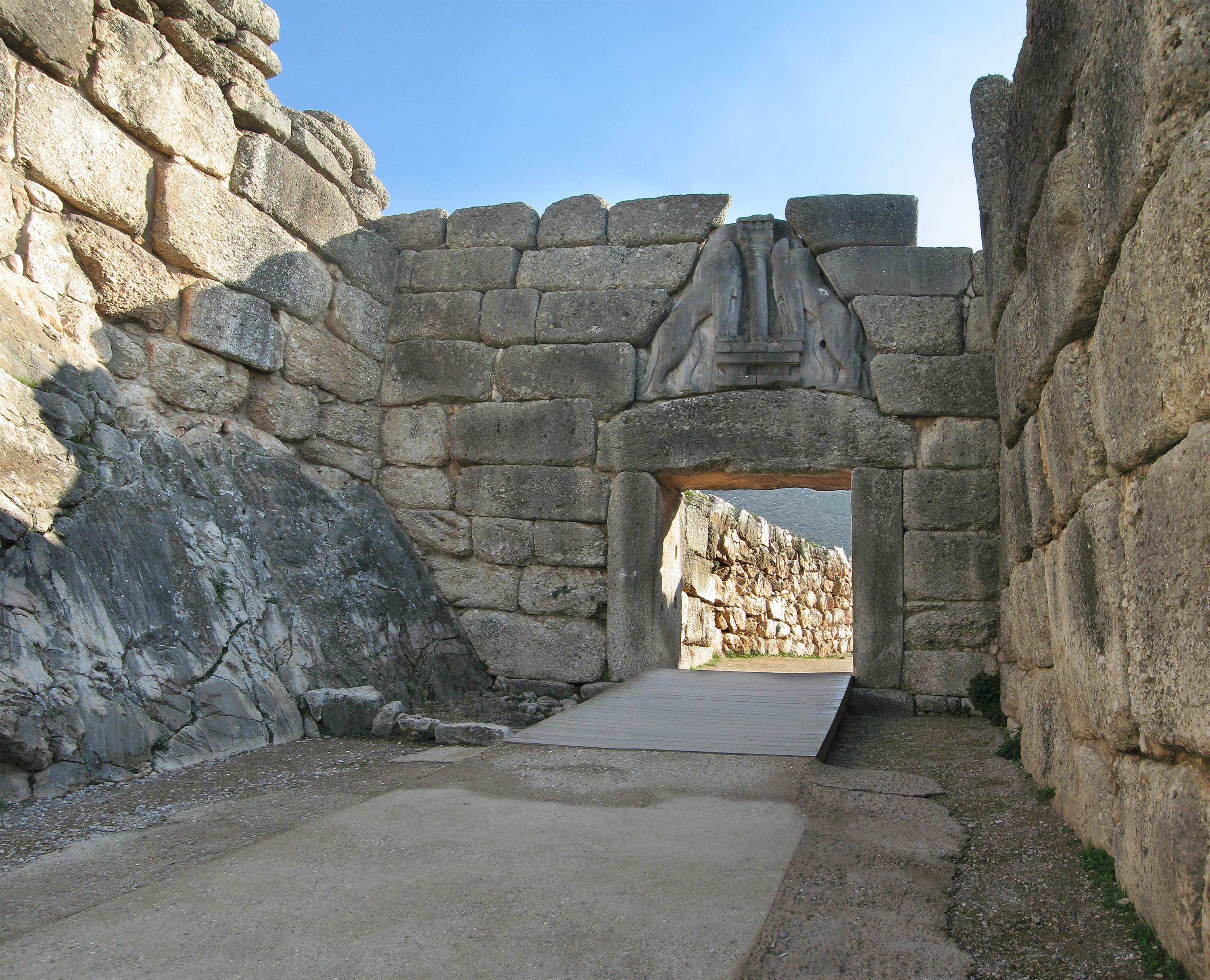
미케네의 사자문

미케네 (Μυκῆναι 뮈케나이)는 그리스의 고고학적인 장소로 펠로폰네소스주 아르골리다현에 있다. 미케네에서 아르고스는 남쪽으로 6km, 코린토스는 북쪽으로 48km 떨어져 있다. 왕궁이 있는 언덕에서는 아르고스 너머에 사로니코스 만이 보인다.
기원전 두 번째 천년, 미케네는 그리스 문명의 주요 중심이었고 남부 그리스의 군사적인 강자였다. 기원전 1600년부터 기원전 1100년까지의 기간은 미케네 문명이라고 불린다.

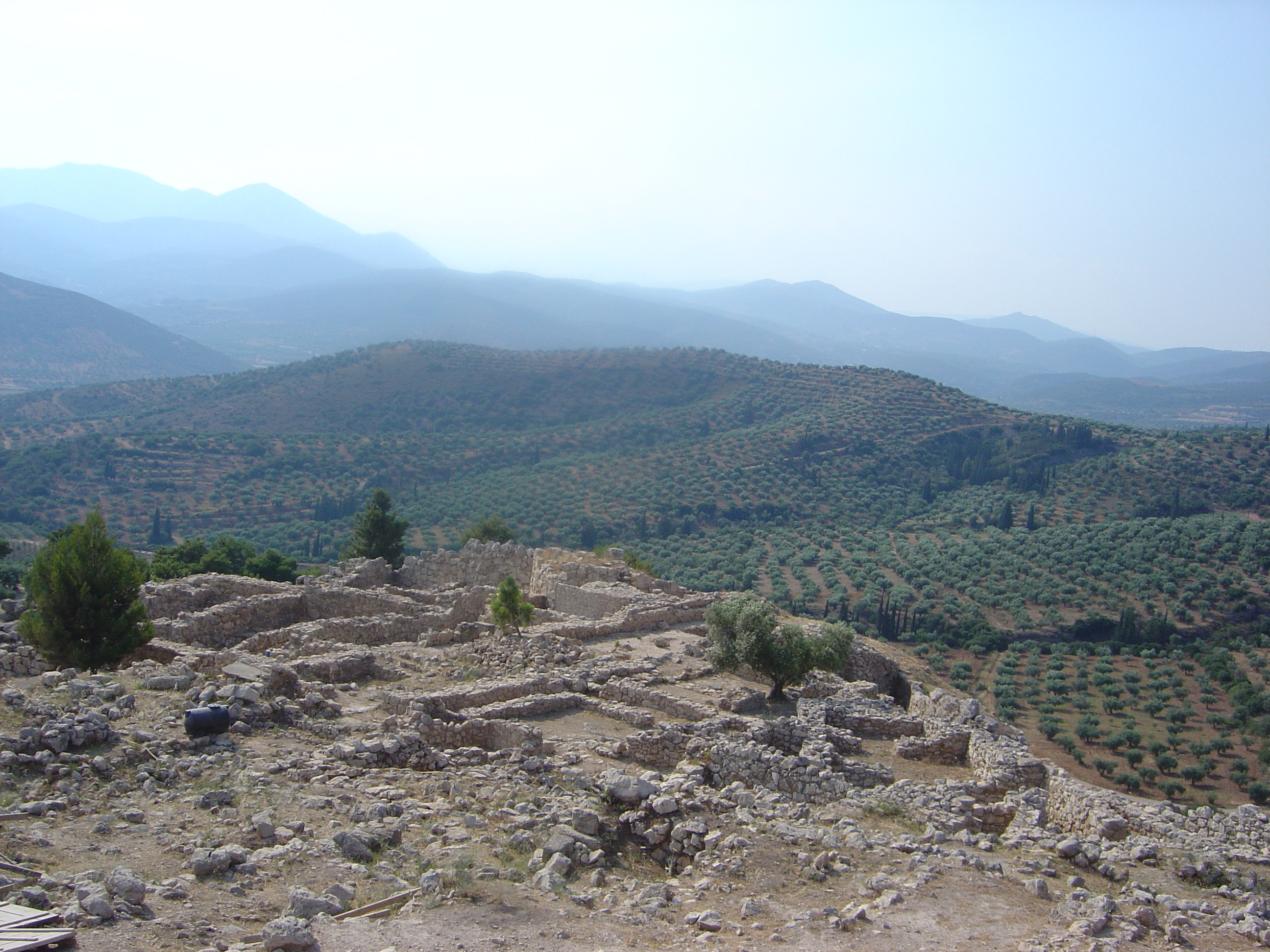
아크로폴리스에서 본 도시
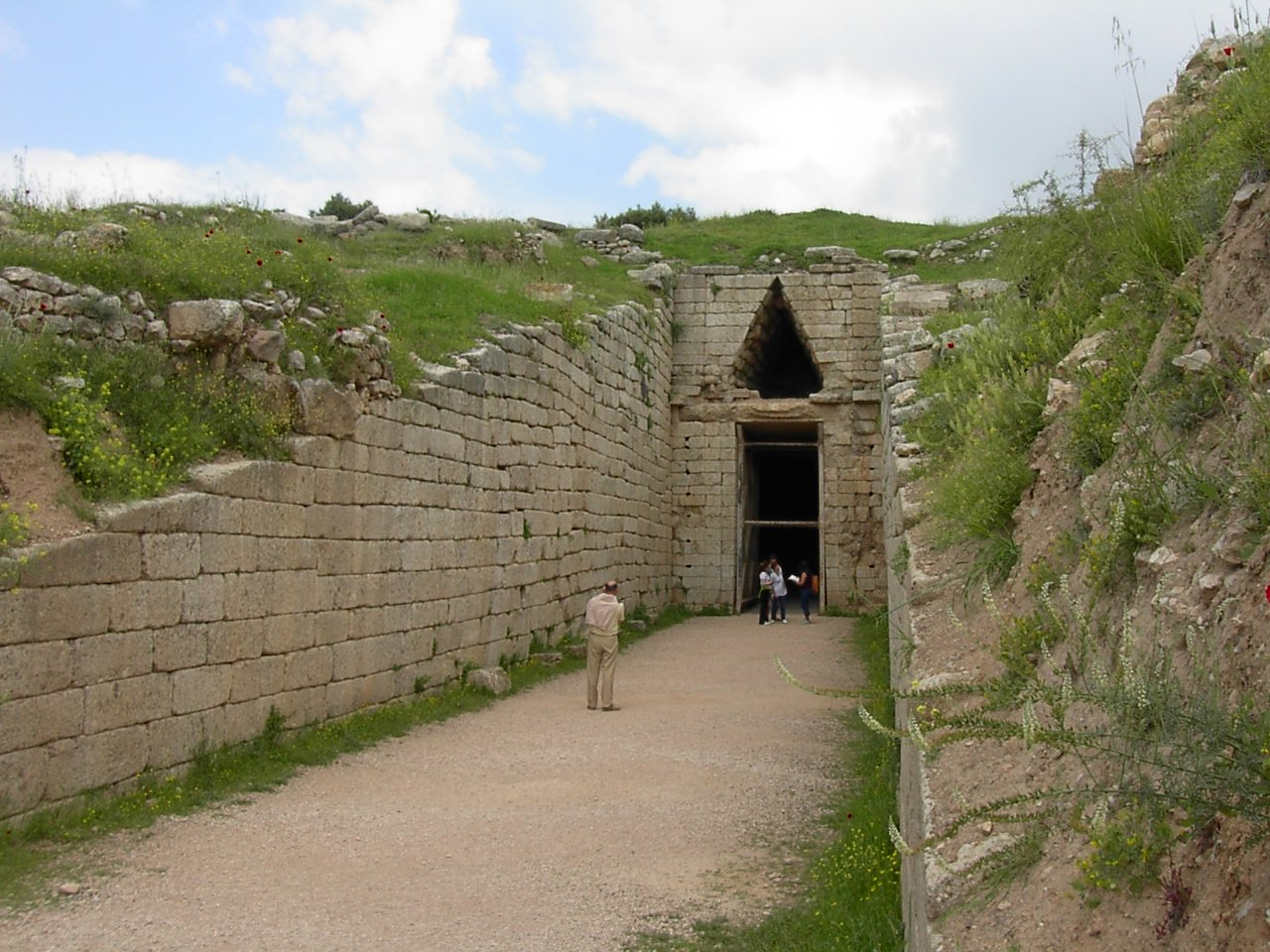
클리템네스트라의 무덤 입구
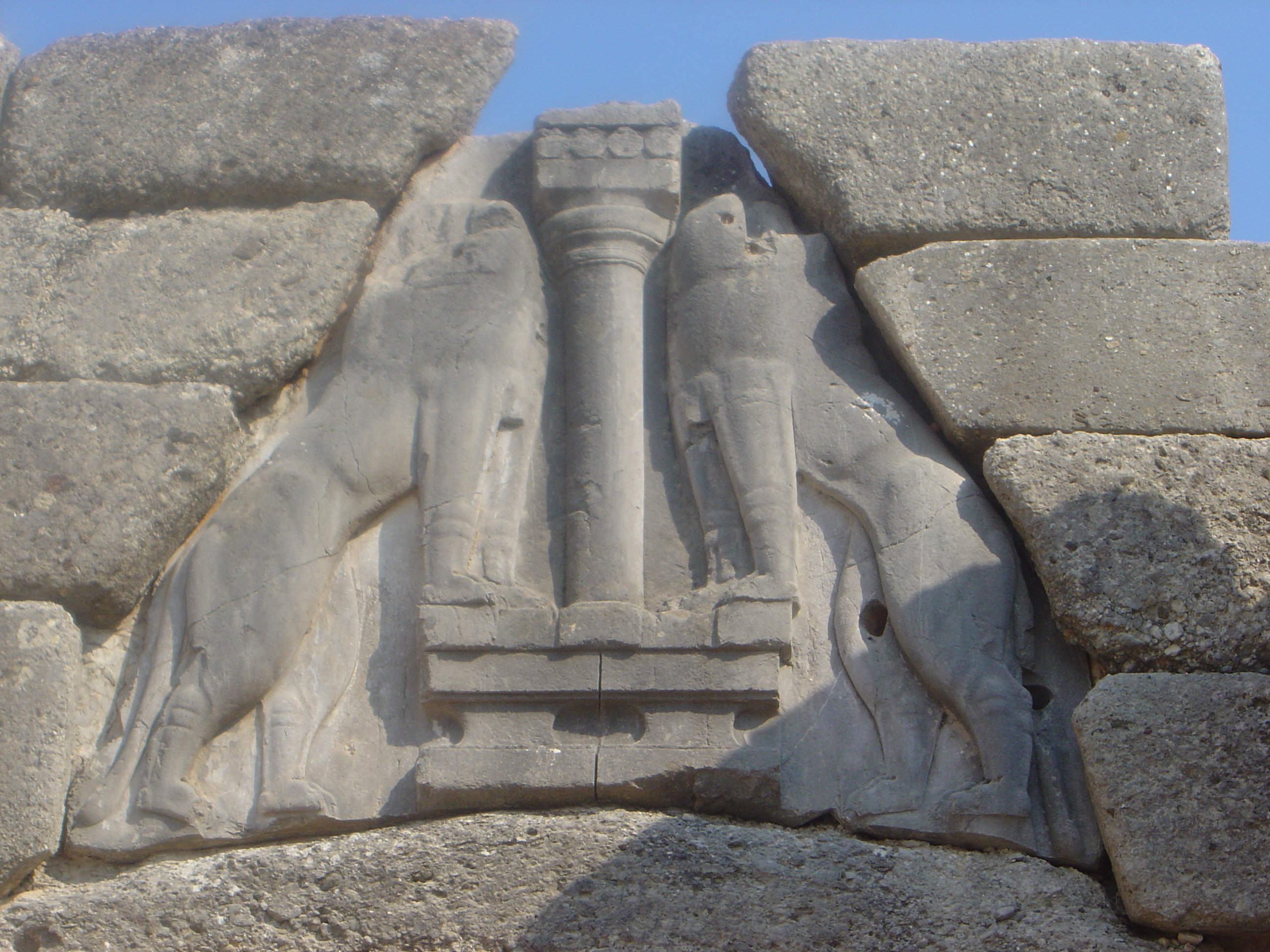
사자문의 사자상
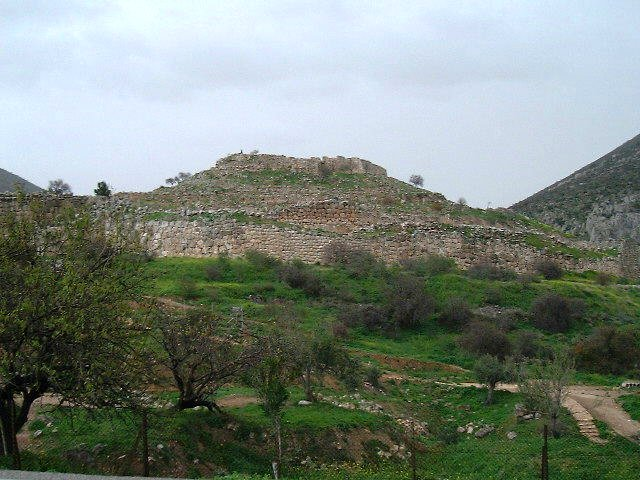
성채의 모습
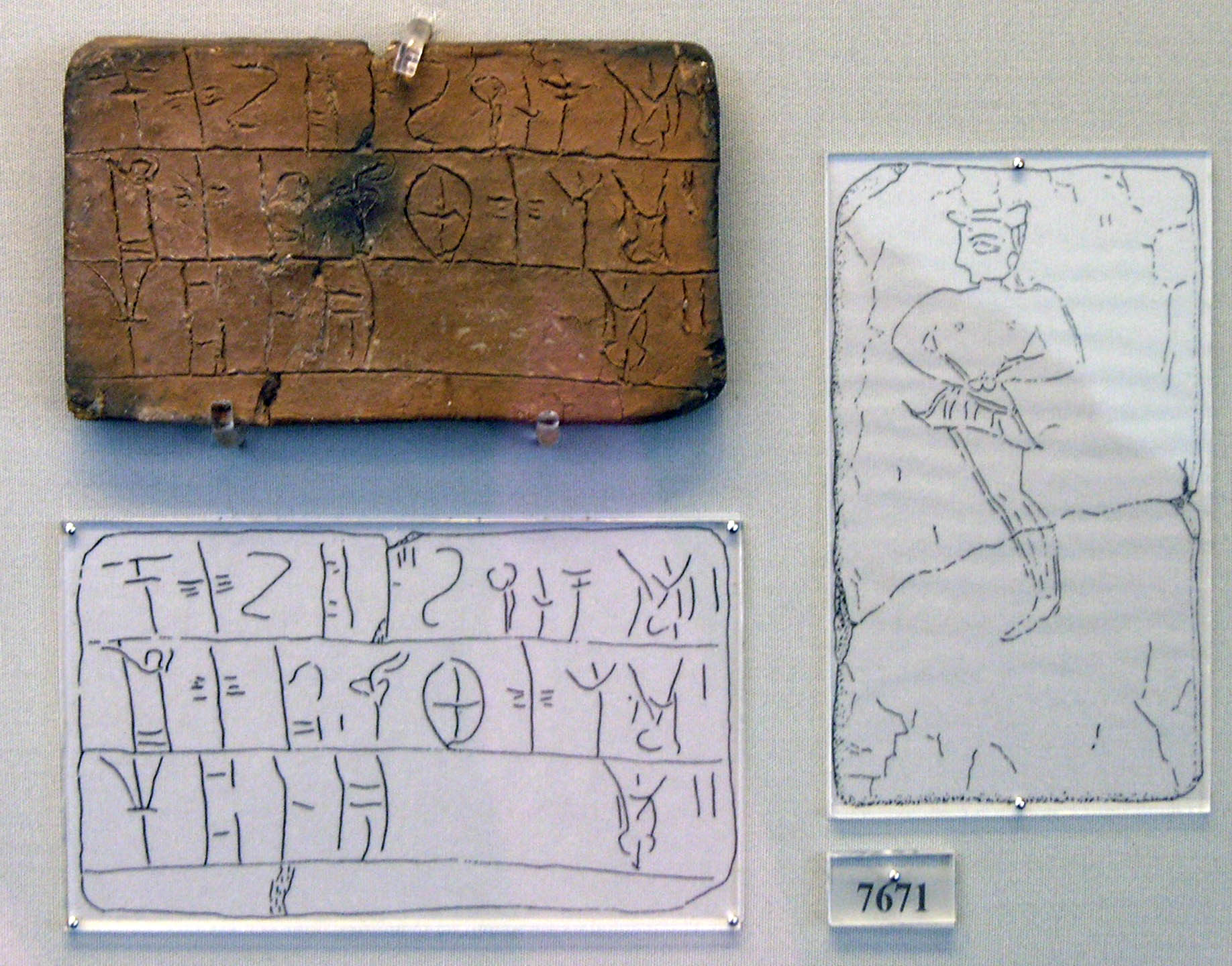
미케네의 선형 B 문자 점토판
호머의 그리스
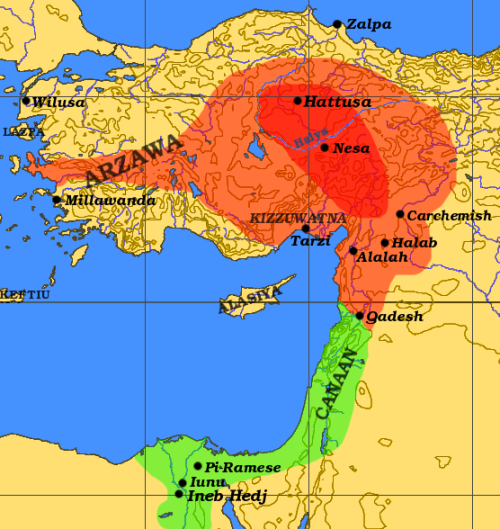
히타이트 제국